# Thyasira rotunda
Thyasira rotunda är en musselart som beskrevs av John Gwyn Jeffreys 1881. Thyasira rotunda ingår i släktet Thyasira och familjen Thyasiridae. Inga underarter finns listade i Catalogue of Life.